# Kayanga
Kayanga è una circoscrizione mista (mixed ward) della Tanzania situata nel distretto di Karagwe, regione del Kagera. Conta una popolazione di 18 968 abitanti (censimento 2012).